# Isser Harel
Isser Harel (1912 - 18 de fevereiro de 2003) foi espião mestre dos serviços de inteligência e segurança de Israel e Diretor do Mossad (1952–1963). Em sua função como diretor do Mossad, supervisionou a captura e o transporte clandestino para Israel do organizador do Holocausto, Adolf Eichmann.
Harel foi a única pessoa na história do Estado de Israel a ocupar uma posição que consolidava as responsabilidades de inteligência interna e externa.

## Biografia

### Infância e juventude
Isser Harel nasceu como Yisrael Natanovich Halperin em 1911 na cidade de Vitebsk, dentro da Zona de Assentamento do Império Russo (atual Belarus), sendo o quarto filho de uma família judaica abastada. Seu pai, o rabino Natan-Neta Halperin, era graduado pela Volozhin Yeshiva na Lituânia, e sua mãe, Yocheved (nascida Levin), era dona de casa, filha de um rico industrial judeu local. Sua data de nascimento exata é desconhecida; ela foi registrada em um volume de Talmud pertencente a seu pai, mas o livro se perdeu devido aos tumultos da Revolução Russa e da Primeira Guerra Mundial.
A família Halperin possuía uma fábrica de vinagre em Vitebsk, um presente de seu avô materno, que tinha uma concessão para produzir vinagre em grandes áreas do Império Tzarista. Quando Isser tinha seis anos, estourou a Guerra Civil Russa, e Vitebsk mudou de mãos várias vezes entre os Brancos e os Vermelhos. Ele chegou a assistir a um discurso de Leon Trotsky em sua cidade. Sob o regime soviético, as propriedades da família foram confiscadas, e eles passaram fome.
Em 1922, a família deixou a União Soviética e mudou-se para Daugavpils, na Letônia independente. Durante a viagem, soldados soviéticos roubaram seus bens restantes. Em Daugavpils, Isser recebeu instrução formal, concluindo o ensino primário e iniciando o ensino médio. Em seu livro Security and Democracy, descreve um evento significativo na cidade, relacionado ao rabino Meir Simcha of Dvinsk, que atuava como rabino local, dizendo que, durante um inverno especialmente chuvoso, o rio local transbordou, ameaçando romper a barragem e inundar a cidade. O rabino Meir Simcha orou pedindo misericórdia e, logo depois, as águas começaram a recuar, salvando a cidade.
À medida que crescia, sua consciência nacional judaica despertou, e ele se juntou ao movimento juvenil sionista. Aos 16 anos, Yisrael partiu para a hachshara (treinamento agrícola) em preparação para a aliyah à Palestina Mandatária. Durante seu ano de treinamento, trabalhou na agricultura, com a aspiração de se juntar a um kibutz. Em 1929, após a eclosão dos distúrbios árabes de 1929, seu grupo decidiu acelerar a imigração para a Palestina para apoiar o Yishuv. Aos 17 anos, Yisrael obteve documentos falsos que declaravam ter 18, o que lhe permitiu receber um certificado de imigração (certificat) das autoridades do Mandato Britânico. No início de 1930, fez aliyah, atravessando a Europa de norte a sul e embarcando em um navio em Gênova, com destino à Palestina. Levava consigo uma pistola, escondida em um pão.

### Na Palestina Mandatária

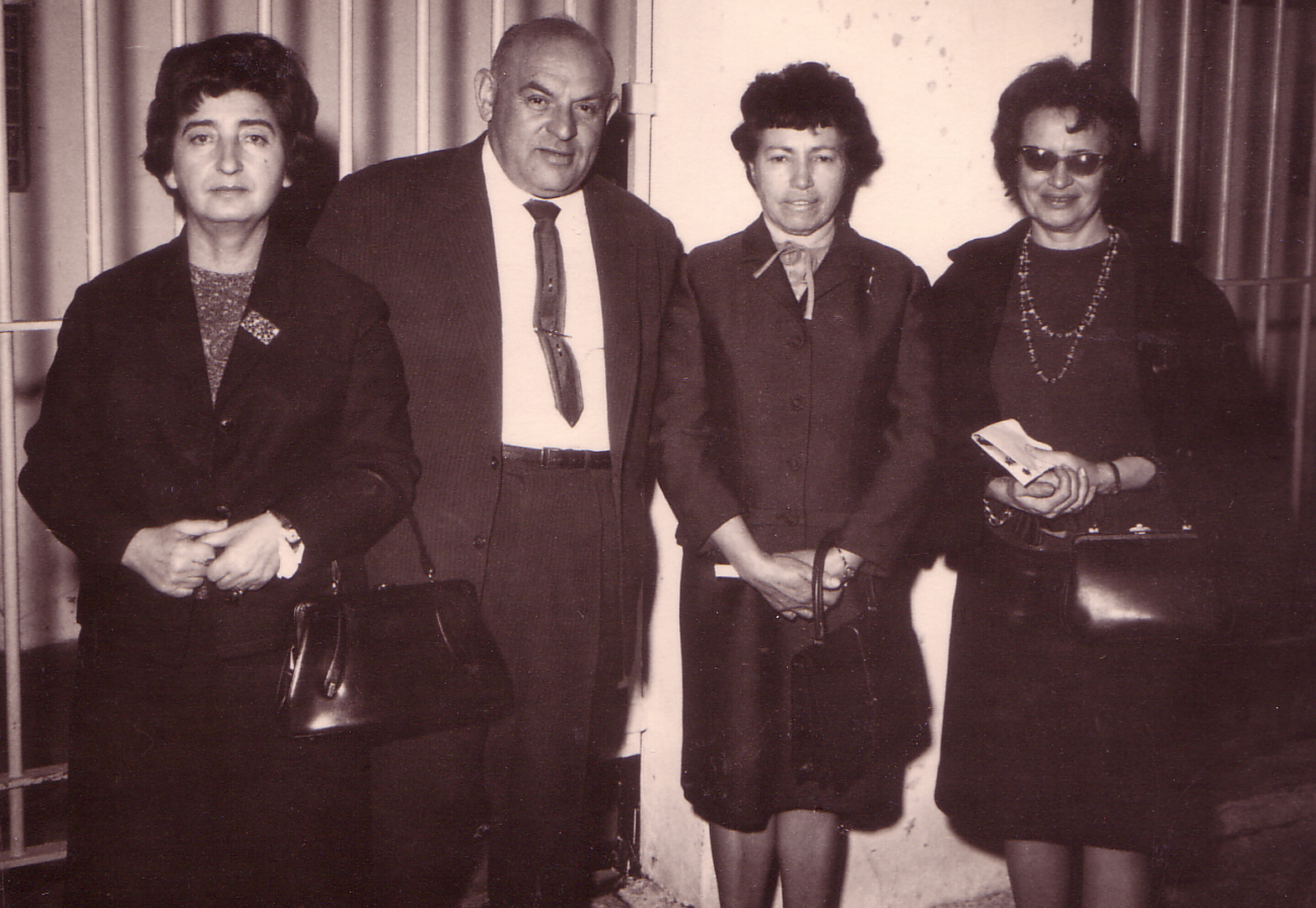
Rivka Harel, esposa de Yisrael Harel, segunda a partir da direita. À esquerda está Malka Braverman, a primeira mulher a servir como vice-chefe do Mossad

Ao chegar à Palestina, Yisrael juntou-se ao grupo de HaKibbutz HaMeuhad que fundou o Kibutz Shfayim. Inicialmente, trabalhou como pioneiro nos pomares cítricos da planície de Sharon e em uma casa de embalagens. Durante esse período, casou-se com Rivka, sua companheira de kibutz. Em 1935, Yisrael e sua esposa decidiram trazer suas famílias para a Palestina. Ele contraiu empréstimos para financiar a imigração, e ambas as famílias vieram morar com eles no kibutz. Yisrael pediu ajuda ao kibutz para pagar as dívidas, mas seu pedido foi negado. Como resultado, as três famílias deixaram o kibutz e se mudaram para Herzliya. Eles viviam em uma cabana em mau estado, compartilhando as despesas e trabalhando em uma casa de embalagens. Posteriormente, Yisrael passou a atuar como empreiteiro na instalação de sistemas de irrigação em pomares, e a família superou suas dificuldades financeiras. Yisrael e Rivka tiveram uma filha.

### Inteligência na era pré-Estatal
Com a eclosão da Segunda Guerra Mundial, Yisrael sentiu que não poderia continuar em seu trabalho lucrativo enquanto seus amigos se alistavam no Exército Britânico ou no Palmach. Em 1942, procurou a Haganá em Herzliya para se voluntariar. Naquele período, as forças alemãs de Erwin Rommel avançavam em direção à Palestina (fase conhecida como “200 Dias de Pavor”). A Haganá decidiu que a prioridade era a defesa da terra, e enviou Yisrael para um curso de oficiais da Haganá. Ao retornar, foi designado para a guarda costeira em uniformes britânicos, mas sua principal atividade era dentro do serviço de inteligência da Haganá, o Shai. Yisrael foi realocado da guarda costeira após agredir um oficial britânico corrupto que havia feito comentários antissemitas. Passou então a integrar o Polícia do Assentamento Judaico (Notrim), enquanto continuava ativo no Shai.
Em 1944, Yisrael foi convocado por Israel Amir (Zabludovsky), comandante do Shai, que o informou de sua nomeação para o quartel-general do Shai em Tel Aviv. Iniciou-se, assim, sua longa carreira em posições de comando nos serviços de inteligência do Yishuv pré-Estatal e, posteriormente, da comunidade de inteligência de Israel.
Yisrael começou a trabalhar no quartel-general do Shai em Tel Aviv no final de 1944, servindo como secretário do “Departamento Judaico”. O departamento era chefiado por Yosef Karo, e Yisrael.
O departamento era chefiado por Yosef Karo, e Yisrael servia como seu assistente. A função do departamento era a segurança interna, lidando, entre outras coisas, com a coleta de informações sobre movimentos clandestinos que não aceitavam a autoridade das instituições nacionais, como o Irgun e o Lehi, bem como sobre as atividades de comunistas. Alguns meses depois de começar como secretário do departamento, Yisrael foi nomeado seu chefe.
Em 1947, o nome de Yisrael chegou ao conhecimento de David Ben-Gurion. Ele foi apresentado a Ben-Gurion e relatou as atividades de seu departamento. Durante a reunião, Ben-Gurion decidiu mudar o nome do “Departamento Judaico” para “Departamento Interno”. Yisrael obteve sucesso em sua função e tornou-se um porta-voz não oficial do Shai. Manteve boas relações com membros de outros movimentos clandestinos, que estavam sob a vigilância de seu departamento.
No quartel-general do Shai, Yisrael ficou conhecido como "Isser, o Pequeno", tanto por sua baixa estatura quanto para distingui-lo de "Isser, o Grande", Isser Be'eri (Birenzweig), que se juntou ao quartel-general do Shai em 1947 e era alto. Be'eri mais tarde se tornou chefe da Inteligência Militar de Israel, mas foi demitido após o caso Ali Qassem Abed al-Qader.
Pouco antes da declaração do Estado de Israel, Yisrael foi designado para ser o comandante do Distrito de Tel Aviv do Shai, responsável por coletar informações de Jaffa, que era predominantemente árabe. Esse foi um período difícil para o Shai, devido ao Sábado Negro e também pela redução do número de informantes árabes — resultado do despertar nacional em Jaffa, que antecedeu a Guerra da Independência. Yisrael tomou medidas para recrutar novas fontes e conseguiu fazê-lo. Logo antes da declaração do Estado, Yisrael enviou um agente árabe em missão para Amã, a fim de avaliar as intenções da Jordânia e confirmar se o país pretendia entrar em guerra. O agente relatou que os jordanianos planejavam juntar-se ao conflito, e Yisrael correu para informar Ben-Gurion.

### Inteligência no Estado de Israel
Com o estabelecimento do Estado de Israel, Yisrael recebeu o posto de Tenente-coronel — na época, um dos mais altos, logo abaixo de Coronel (o posto de Aluf-Mishneh só foi criado em 1950, e o posto de Tat Aluf surgiu apenas depois da Guerra dos Seis Dias). Ele foi nomeado para chefiar o “Shin Bet” (Serviço Geral de Segurança), que então ainda fazia parte das FDI. (Posteriormente, o serviço se tornou um órgão independente fora do escopo das FDI, também conhecido como Shin Bet).
Sob a liderança de Yisrael, foi necessário construir o serviço do zero, definindo princípios, estrutura organizacional e métodos de operação. Um dos princípios básicos estabelecidos por ele era que os funcionários do serviço deveriam ser servidores públicos plenos, com classificação, salário e benefícios sociais adequados, sem privilégios e regalias especiais, normalmente associados a serviços de inteligência em países não democráticos. Outro princípio estabelecido por Yisrael era que os funcionários deveriam manter um alto padrão moral, sem histórico criminal e sem tendências aventureiras. Ele afirmava que esse princípio não havia sido adotado pela inteligência militar na época, o que resultou em escândalos como os casos de Avri Elad e Mordechai Kedar.
Yisrael também decidiu romper barreiras políticas e partidárias que existiam antes do estabelecimento do Estado. Empregou, sem distinção, ex-membros da Haganá, Palmach, Irgun e Lehi no Shin Bet e, mais tarde, no Mossad. Essa abordagem inclusiva permitiu a integração de pessoas como Yitzhak Shamir, ex-comandante do Lehi e mais tarde Primeiro-ministro de Israel. Essa política contrastava com o sentimento predominante da época, expresso por David Ben-Gurion em sua diretriz "Sem Herut e Maki", que marginalizava membros da direita política. Contratar figuras de direita nas instituições governamentais não era prática comum.
Durante a Guerra árabe-israelense de 1948, o Shin Bet esteve envolvido principalmente em questões de segurança interna. Após o conflito, o serviço expandiu suas operações para incluir contra-espionagem e o monitoramento de árabes israelenses para fins de inteligência.

### Envolvimento com Ben-Gurion e vigilância política
Nesse período, Yisrael se aproximou do Primeiro-Ministro e Ministro da Defesa David Ben-Gurion. Grande parte das informações que ele fornecia a Ben-Gurion por volta de 1951 dizia respeito a atividades subversivas contra o Estado. Entretanto, além de fornecer inteligência de interesse nacional, Yisrael também repassava dados de cunho político, incluindo recomendações de ações para o Mapai (partido de Ben-Gurion) e detalhes sobre o desenvolvimento de partidos de oposição.
Em 1951, o Mossad para Inteligência e Operações Especiais foi estabelecido, com Reuven Shiloah como seu chefe. Em setembro de 1952, Shiloah renunciou e sugeriu a David Ben-Gurion que Yisrael Halperin (então conhecido como Isser Harel) fosse seu substituto.

## Chefe do Mossad
Em 22 de setembro de 1952, Yisrael (agora Isser) foi nomeado chefe do recém-estabelecido Mossad. Desde sua nomeação até sua renúncia em 25 de março de 1963, Harel também foi responsável pelo Shin Bet, no qual o chefe do Shin Bet estava subordinado a ele. Esse acúmulo de funções lhe valeu o título de "Chefe do Mossad" ou "Chefe dos Serviços de Segurança de Israel". Para enfatizar essa hierarquia, o Mossad era oficialmente denominado “Instituto Central de Inteligência e Segurança” (posteriormente renomeado “Mossad para Inteligência e Assuntos Especiais”). Após a renúncia de Harel em 1963, a dupla função foi abolida e nunca mais restaurada. Isser Harel foi a única pessoa na história do Estado de Israel a ocupar um cargo que unificava as responsabilidades de inteligência interna e externa, conferindo-lhe um poder sem precedentes. Harel participava de reuniões de liderança do partido governista Mapai, nas quais também informava sobre as atividades dos partidos de oposição.
Por onze anos, Harel serviu como chefe dos serviços de inteligência israelenses, período em que foram formadas e aperfeiçoadas as estruturas organizacionais e os métodos de operação dos serviços de segurança. Esses anos também foram marcados por conquistas significativas em inteligência e segurança. Em 1953, o Shin Bet expôs um grupo extremista de direita, resultando na acusação de seus membros. No entanto, alguns críticos afirmam que Harel apresentava comportamento autoritário e tendia a ignorar limites legais quando necessário, como no caso da Operação Bren, em que o corpo de um oficial israelense suspeito de vender segredos militares ao Egito foi secretamente descartado após sua morte acidental durante a prisão.

### Contexto da Guerra Fria e vigilância interna
Nos anos 1950, em meio ao auge da Guerra Fria, Ben-Gurion definiu a orientação de Israel como pró-Ocidente. Em pouco tempo, a União Soviética, antes simpática a Israel, tornou-se seu principal adversário. Esse período coincidiu com os últimos anos de Joseph Stalin, que, em sua crescente paranoia, voltou-se contra os judeus, iniciando uma campanha antissemita que incluía o chamado (“Caso dos Médicos”). À medida que as notícias sobre essa conspiração começaram a circular em janeiro de 1953, as relações entre a União Soviética e Israel se deterioraram rapidamente. Após a legação soviética em Tel Aviv ser alvo de um atentado a bomba, os dois países romperam formalmente as relações.
Isser Harel, preocupado com a possibilidade de partidos pró-soviéticos em Israel agirem contra os interesses do país e apoiarem a União Soviética em caso de um conflito global, direcionou a vigilância contra o Partido Comunista Israelense (anteriormente Partido Comunista da Palestina), que já era monitorado pelo Shai desde a era do Mandato Britânico. Nesse contexto, Harel autorizou uma operação que mais tarde se tornaria bastante controversa: a vigilância e a interceptação telefônica de membros do Mapam — um partido de esquerda sionista alinhado ao marxismo, principalmente devido à postura pró-soviética de alguns de seus membros, como Moshe Sneh.
Harel, preocupado com a influência de Sneh e a ala pró-soviética dentro do Mapam, ordenou a instalação de um grampo no escritório de Meir Ya'ari, um dos líderes do partido. Em 28 de janeiro de 1953, dois agentes do Shin Bet foram flagrados por membros do Mapam enquanto instalavam o dispositivo no escritório de Ya'ari. O incidente gerou um escândalo público. Pouco depois, Sneh e seus seguidores se separaram do Mapam para formar a chamada “Facção de Esquerda”, com uma linha mais abertamente pró-soviética, e acabaram deixando o partido. Embora a operação de grampo tenha provocado uma crise política, a inteligência coletada foi considerada relevante.
Harel também foi fundamental na prisão de Aharon Cohen, um dos líderes do Mapam e figura de destaque no movimento Kibbutz Artzi. Cohen foi condenado por espionagem em 1958 depois de se encontrar com um diplomata soviético. A prisão e condenação de Cohen abalou a esquerda israelense, pois ele era considerado um importante dirigente dentro do partido. Harel argumentou que as ações de Cohen iam além de reuniões políticas legítimas e configuravam espionagem criminosa.

### O incidente do “Particular Weekly”
A preocupação de Harel com a segurança interna foi além dos partidos políticos. Ele se mostrou cada vez mais inquieto com a influência da revista semanal de Uri Avnery, “HaOlam HaZeh”, conhecida por sua postura antiestablishment e por suas críticas ao governo Ben-Gurion e ao Mapai. Em resposta, Harel autorizou o financiamento de uma revista concorrente, “Rimon”, projetada para atrair o público-alvo de “HaOlam HaZeh” com um estilo semelhante de jornalismo sensacionalista. O esforço fracassou — “Rimon” não conseguiu angariar leitores e fechou em pouco tempo. Essa tentativa de minar um veículo de mídia legítimo com recursos estatais foi amplamente criticada e é considerada um ponto baixo na carreira de Harel.

### Renúncia e o caso dos cientistas alemães
A longa e notável carreira de Harel chegou ao fim em 1963, após o caso dos cientistas alemães no Egito.
O incidente envolveu um grupo de cientistas alemães que ajudavam o governo egípcio a desenvolver tecnologia avançada de foguetes, o que representava uma ameaça significativa a Israel. Harel via a presença desses cientistas como um grande perigo e lançou uma campanha clandestina para intimidá-los e interromper seus trabalhos. Agentes do Mossad na Europa tentaram desencorajá-los por vários meios, incluindo o envio de cartas ameaçadoras e atos de sabotagem.
No entanto, depois que dois agentes do Mossad foram presos na Suíça por ameaçarem a filha de um dos cientistas, o primeiro-ministro David Ben-Gurion ordenou que o Mossad interrompesse as operações. Harel, convencido de que os cientistas representavam uma ameaça existencial a Israel, discordou fortemente da decisão de Ben-Gurion. Ele acreditava que Ben-Gurion subestimava o perigo e estava mais preocupado em manter boas relações com a Alemanha Ocidental.
Mesmo diante dos protestos de Harel, Ben-Gurion manteve sua posição. Confrontado com esse desacordo, Harel renunciou ao cargo de chefe do Mossad e do Shin Bet em março de 1963. Sua renúncia marcou o fim de uma era na inteligência israelense, pois Harel fora figura central na construção dos serviços de segurança do país desde a fundação. A saída de Harel da comunidade de inteligência deixou um legado duradouro, mas também abriu caminho para anos de tensão com seus sucessores, em especial Meir Amit, que o substituiu no comando do Mossad.

## Principais conquistas
O mandato de Harel foi marcado por grandes sucessos de inteligência. Um dos mais notáveis foi a obtenção do discurso secreto pronunciado por Nikita Khrushchev no 20º Congresso do Partido Comunista da União Soviética em 1956. No discurso, Khrushchev denunciou os crimes de Stalin, constituindo uma grande mudança na política soviética. O conteúdo do discurso era considerado valioso para a inteligência, mas a maioria das agências ocidentais não conseguiu obtê-lo. No entanto, um jornalista judeu polonês chamado Viktor Grayevsky conseguiu uma cópia do discurso e a entregou à embaixada de Israel em Varsóvia. A embaixada enviou o documento para o Shin Bet. Após verificar sua autenticidade, o Mossad o compartilhou com a CIA, o que aumentou significativamente o prestígio do Mossad na comunidade internacional de inteligência.

### Captura de Adolf Eichmann
O ponto alto da carreira de Harel ocorreu em 1960, com a captura de Adolf Eichmann, um dos principais arquitetos do Holocausto. Em 1957, membros do governo da Alemanha Ocidental forneceram a Israel informações de que Adolf Eichmann se escondia na Argentina, sob o nome de “Ricardo Klement”. Eichmann, como diretor do Departamento IV-B4 do Escritório Central de Segurança do Reich (RSHA) durante a Segunda Guerra, desempenhou papel crucial na formulação e execução da chamada “Solução Final da Questão Judaica”. O primeiro-ministro israelense David Ben-Gurion acreditava que tentar a extradição de Eichmann da Argentina por vias legais e diplomáticas seria inútil. Em 1959, encarregou Harel de localizar, capturar e trazer Eichmann secretamente para Israel, com o objetivo de julgá-lo. Em abril de 1960, a equipe de agentes de Harel chegou a Buenos Aires e rastreou Eichmann até uma casa no bairro de San Fernando. Harel chegou logo depois. Em 11 de maio, eles sequestraram Eichmann enquanto ele caminhava do ponto de ônibus até sua residência. Dias depois, Eichmann foi sedado e colocado secretamente em um avião diplomático israelense, disfarçado como membro da tripulação. Ele foi levado para Tel Aviv. Segundo o próprio Harel, ao chegar a Israel com Eichmann capturado, foi ao gabinete de Ben-Gurion e disse: 
"Trouxe-lhe um presente. Eichmann está aqui."
Eichmann foi condenado e executado em 1962. Essa operação representou não apenas uma grande vitória para os serviços de inteligência israelenses, mas também teve grande impacto na consciência pública mundial sobre o Holocausto. Posteriormente, Harel descreveu a operação em seu livro best-seller, “The House on Garibaldi Street”, que foi adaptado em um filme The House on Garibaldi Street em 1979.

### Outras operações e desafios
Durante o mandato de Harel, o Mossad também se dedicou à perseguição de Josef Mengele, o infame “Anjo da Morte” de Auschwitz. Embora tenham sido realizados esforços extensos para capturá-lo, eles não tiveram êxito, e sua localização no Brasil só foi confirmada após sua morte.
O Shin Bet obteve um grande sucesso em 1961 ao expor Israel Beer, um oficial proeminente das FDI e comentarista militar, como espião soviético. Beer foi condenado a dez anos de prisão. No mesmo ano, outro caso de espionagem notável envolveu a prisão de Kurt Sitte, professor de física no Technion, que espionava para a Tchecoslováquia. Embora esse caso não tenha tido o mesmo impacto que o de Beer, destacou a vulnerabilidade de Israel às operações de inteligência do bloco soviético.
Outro incidente marcante durante o período de Harel foi o Caso Yossele Schumacher, iniciado em 1960, quando Yossele Schumacher, filho de uma família judaica secular foi sequestrado por seu avô ortodoxo, Nachman Shtarkes, e levado aos Estados Unidos para ser criado em um ambiente religioso. Apesar dos grandes esforços para localizá-lo, o caso intrigou as autoridades israelenses. Finalmente, em 1962, Harel atribuiu a busca ao Mossad, que encontrou Yossele em uma comunidade ultraortodoxa do Brooklyn. O menino foi devolvido aos pais, e o caso se tornou um marco na atuação de segurança interna de Israel.

## Serviço público
Após sua renúncia, Harel manteve um perfil discreto por alguns anos, dedicando-se a escrever sobre suas experiências na inteligência. Em 1965, em meio à turbulência política decorrente da cisão no partido Mapai, Harel foi convidado pelo primeiro-ministro Levi Eshkol para servir como assessor de segurança. Essa iniciativa foi vista como parte do esforço de Eshkol para se distanciar da influência de David Ben-Gurion e de sua nova facção política, Rafi, que incluía figuras-chave como Shimon Peres e Moshe Dayan. Harel aceitou o cargo, mas sua atuação foi basicamente simbólica, e ele renunciou em junho de 1966, depois de concluir que não possuía autoridade efetiva no governo.
Harel continuou a participar da vida pública por meio de seus escritos e de suas opiniões francas sobre questões de segurança nacional. Seus livros, como The House on Garibaldi Street e The Great Deception, ofereceram visões sobre o universo da inteligência israelense e o consagraram como uma autoridade em temas de segurança.

### Carreira política
Em 1969, Harel ingressou na política, juntando-se ao Lista Nacional, partido fundado por Ben-Gurion após sua ruptura com a Aliança Trabalhista. Harel foi eleito para o Knesset em 1969 e serviu como membro da sétima Knesset até 1974. Durante seu período no Knesset, Harel concentrou-se em assuntos de segurança. No entanto, sua carreira política foi curta, pois o Lista Estadual não obteve êxito nas eleições seguintes.

## Últimos anos e morte
Em seus últimos anos, Harel escreveu extensivamente sobre suas experiências em inteligência e segurança. Seus livros, incluindo The House on Garibaldi Street e Security and Democracy, tornaram-se referências fundamentais para se entender as operações de inteligência de Israel em seus anos iniciais. As visões de Harel sobre segurança, especialmente sua oposição intransigente a qualquer forma de acomodação com inimigos do Estado, influenciaram a política israelense por anos após sua aposentadoria.
Isser Harel faleceu em 18 de fevereiro de 2003, aos 91 anos. É lembrado como um dos fundadores da inteligência israelense, cuja liderança e visão ajudaram a garantir a segurança do país durante seus anos mais vulneráveis.

## Legado
Isser Harel permanece como uma das figuras mais influentes na história da inteligência de Israel. Seu trabalho pioneiro na criação e liderança do Shin Bet e do Mossad transformou ambas as organizações em agências de segurança formidáveis, conhecidas por sua eficácia e alcance. Sob sua liderança, a inteligência israelense obteve conquistas importantes, desde a captura de Adolf Eichmann até a interrupção de atividades de espionagem soviética em Israel.
Ruas e instituições públicas receberam seu nome em sua homenagem, incluindo a “Rua Isser Harel” em cidades como Netanya e Herzliya. As contribuições de Harel para o aparato de segurança de Israel continuam a ser estudadas e respeitadas por gerações de profissionais de inteligência.

## Publicações
- The Great Deceit: a Political Novel (1971) (em hebraico)
- Jihad (1972) (em hebraico)
- The House on Garibaldi Street (1975) (em hebraico)
- The Anatomy of Treason (1980) (em hebraico)
- Operation Yossele (1982) (em hebraico)
- The Crisis of the German Scientists (1982) (em hebraico)
- Brother Against Brother: the Authorized Comprehensive Analyses of the Lavon Affair (1982) (em hebraico)
- The Truth About the Kastner Murder (1985) (em hebraico)
- Soviet Espionage (1987) (em hebraico)
- Security and Democracy (1989) (em hebraico)

## References
1. ↑  Bar-Zohar, Michael; Mishal, Nissim (2012) [2010]. «One». Mossad: The Greatest Missions of the Israeli Secret Service (Book) (Paperback) (em inglês) First ed. [S.l.]: HarperCollins (publicado em November 2012). p. 34. ISBN 9780062123442 Verifique data em: |data-publicacao= (ajuda)
2. ↑  «Obituary: Isser Harel». The Guardian. 20 de fevereiro de 2003. Consultado em 6 de janeiro de 2023
3. ↑  Sela, David (13 de outubro de 2022). «This Week 70 Years Ago: Fighting Poachers and the Rise of the Citrus Industry» (em hebraico). Israel Hayom
4. ↑  «Complete description from the book» (em hebraico)
5. ↑  Melman, Yossi; Raviv, Dan. Shadow Wars: The Mossad and the Israeli Intelligence Community. [S.l.: s.n.] p. 51
6. ↑  Melman, Yossi; Raviv, Dan. Shadow Wars: The Mossad and the Israeli Intelligence Community. [S.l.: s.n.] p. 56
7. ↑  Melman, Yossi; Raviv, Dan. Shadow Wars: The Mossad and the Israeli Intelligence Community. [S.l.: s.n.] p. 57
8. ↑  Bar-Zohar, Michael. «14». Ben-Gurion: A Biography. 2. [S.l.: s.n.] pp. 927–928
9. ↑  Melman, Yossi (11 de março de 2021). «It turns out that the Shin Bet spied on the Canaanites». Haaretz (em hebraico)
10. ↑  Melman, Yossi; Raviv, Dan. Shadow Wars: The Mossad and the Israeli Intelligence Community. [S.l.: s.n.] pp. 64–65
11. ↑  Melman, Yossi (10 de junho de 1998). «Aharon Cohen Case: A Controversial Affair in Israeli History». Haaretz
12. ↑  Melman, Yossi; Raviv, Dan. Shadow Wars: The Mossad and the Israeli Intelligence Community. [S.l.: s.n.] pp. 65–66
13. ↑  Melman, Yossi (15 de março de 1963). «The Resignation of Isser Harel». Haaretz
14. ↑  Naveh, Nahik (1988). Tensions in Israeli Intelligence: Harel vs. Amit. [S.l.]: Ma'ariv Books
15. ↑  Melman, Yossi (11 de outubro de 2012). «How Mossad Got Khrushchev's Secret Speech». Haaretz
16. ↑  "Israeli spymaster led ‘Operation Eichmann’", Daily Telegraph (London), 19 de fevereiro de 2003
17. ↑  Isser Harel: Israeli spymaster who abducted Eichmann, The Independent (London), 20 de fevereiro de 2003
18. ↑  Harel, Isser (1975). The House on Garibaldi Street. [S.l.]: Library of Congress
19. ↑  Harel, Isser (1986). The Hunt for the "Angel of Death". [S.l.]: Weidenfeld & Nicolson
20. ↑  Melman, Yossi; Raviv, Dan. Shadow Wars: The Mossad and the Israeli Intelligence Community. [S.l.: s.n.] pp. 64–65
21. ↑  «Kurt Sitte Espionage Case». The Jerusalem Post. 22 de julho de 2021
22. ↑  Harel, Isser (1983). Yossele: The Hunt for the Lost Child. [S.l.]: Idanim
23. ↑  «Harel Resigns as Security Advisor». The Jerusalem Post. 29 de junho de 1966
24. ↑  Harel, Isser (1975). The House on Garibaldi Street. [S.l.]: Library of Congress
25. ↑  «Isser Harel Knesset Profile». Knesset.gov.il. Consultado em 12 de janeiro de 2024
26. ↑  Harel, Isser (1989). Security and Democracy. [S.l.]: Idanim
27. ↑  «Isser Harel, Founder of Israeli Intelligence, Dies at 91». Haaretz. 19 de fevereiro de 2003